# بارگینتاون (نیوجرسی)
بارگینتاون (به انگلیسی: Bargaintown) یک منطقهٔ مسکونی در ایالات متحده آمریکا است که در اگ هاربور، نیوجرسی واقع شده‌است. بارگینتاون ۷ متر بالاتر از سطح دریا واقع شده‌است.